# Dicnemoloma incanum
Dicnemoloma incanum là một loài Rêu trong họ Dicranaceae. Loài này được (Mitt.) Renauld mô tả khoa học đầu tiên năm 1909.